# Swedish Open 1990
Swedish Open 1990 - чоловічий і жіночий тенісний турнір, що проходив на відкритих кортах з ґрунтовим покриттям у Бостаді (Швеція). Належав до World Series в рамках Туру ATP 1990 і турнірів 5-ї категорії в рамках Туру WTA 1990. Відбувсь усороктретє і тривав з 9 до 15 липня 1990 року. Річард Фромберг і Сандра Чеккіні здобули титул в одиночному розряді.

## Фінальна частина

### Одиночний розряд, чоловіки
Річард Фромберг —  Магнус Ларссон, 6–2, 7–6
- Для Фромберга це був 2-й титул в одиночному розряді за рік і за кар'єру.

### Одиночний розряд, жінки
Сандра Чеккіні —  Чілла Бартош, 6–1, 6–2

### Парний розряд, чоловіки
Ронні Ботман /  Рікард Берг —  Ян Гуннарссон /  Удо Ріглевскі, 6–1, 6–4

### Парний розряд, жінки
Мерседес Пас /  Тіна Шоєр-Ларсен —  Карін Баккум /  Ніколе Мунс-Ягерман 6–3, 6–7(10–12), 6–2